# Харрис, Холли
Хо́лли Ха́ррис (англ. Holly Harris; род. 2 ноября 2002, Сидней) — австралийская фигуристка, выступающая в танцах на льду. В паре с Джейсоном Чаном становилась чемпионкой Австралии (2020), участницей чемпионата мира (2021—2023).
В начале карьеры выступала в одиночном катании, была чемпионкой Австралии среди юниоров (2017).

## Карьера
Холли Харрис родилась 2 ноября 2002 года в Сиднее. Начала заниматься фигурным катанием в возрасте пяти лет. На начальном этапе соревновалась в одиночном катании. Харрис выиграла два национальных первенства в категории новичков (англ. Novice). Её тренером был Том Закрайчек.
В сезоне 2016/2017 перешла на юниорский уровень. Так, в октябре на этапе юниорской серии Гран-при, по итогам двух программ заняла одиннадцатую строчку. Победительницей этапа оказалась россиянка Анастасия Губанова. Спустя месяц они снова вышли на один лёд на международном турнире в Латвии. Харрис в упорной борьбе завоевала серебряную медаль. Вновь став чемпионкой Австралии в своей возрастной категории, она получила возможность выступить на юниорском чемпионате мира в Тайбэе, где заняла двадцать третье место. 
В 2019 году перешла в танцы на льду, образовав пару с канадским танцором Джейсоном Чаном. Было принято решение представлять сборную Австралии. Тренерами пары стали Мари-Франс Дюбрей и Патрис Лозон, которые известны по работе с призёрами Олимпийских игр Вертью / Моиром и Пападакис / Сизероном.
Харрис и Чан выиграли дебютное «взрослое» первенство Австралии. На чемпионате четырёх континентов подтвердили статус сильнейшей пары страны, показав лучший результат среди трёх австралийских танцевальных дуэтов.

## Результаты
CS: Challenger Series
| Соревнования             | 19/20         | 20/21         | 21/22         | 22/23         | 23/24         |
| Международные            | Международные | Международные | Международные | Международные | Международные |
| ------------------------ | ------------- | ------------- | ------------- | ------------- | ------------- |
| Чемпионат мира           |               | 24            | 18            | 16            | 17            |
| Четыре континента        | 9             |               | 8             | 8             | 9             |
| Гран-при США             |               |               |               | 5             | 10            |
| Гран-при Канады          |               |               |               | 8             |               |
| CS Autumn Classic        |               |               |               |               | 7             |
| CS Золотой конёк Загреба |               |               | 7             | 7             | 6             |
| CS Nebelhorn Trophy      |               |               | 9             | 7             |               |
| CS Finlandia Trophy      |               |               | 13            |               |               |
| CS Warsaw Cup            | 9             |               |               |               | 15            |
| Shanghai Trophy          |               |               |               |               | 4             |
| Britannia Cup            |               |               |               | 3             |               |
| Santa Claus Cup          |               |               | 3             | 1             |               |
| Lake Placid IDI          |               |               | 4             |               |               |
| Mentor Toruń Cup         | 12            |               |               |               |               |
| Национальные             |               |               |               |               |               |
| Чемпионат Австралии      | 1             |               |               |               |               |

| Соревнования                | 14/15                       | 15/16                       | 16/17                       |
| Международные среди юниоров | Международные среди юниоров | Международные среди юниоров | Международные среди юниоров |
| --------------------------- | --------------------------- | --------------------------- | --------------------------- |
| Чемпионат мира              |                             |                             | 23                          |
| Гран-при Германии           |                             |                             | 11                          |
| Volvo Open Cup              |                             |                             | 2                           |
| Национальные среди юниоров  |                             |                             |                             |
| Чемпионат Австралии         |                             |                             | 1                           |
| Национальные среди новичков |                             |                             |                             |
| Чемпионат Австралии         | 1                           | 1                           |                             |